# Liste des villes jumelées d'Estonie
 (décembre 2016).

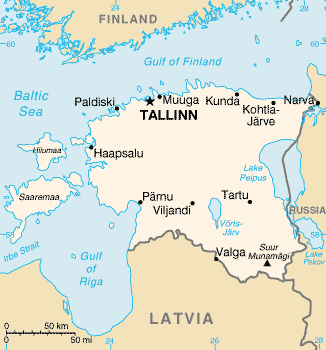
Carte de l’Estonie.

Ceci est la liste des villes jumelées d’Estonie ayant des liens permanents avec des communautés locales dans d'autres pays. Dans la plupart des cas, en particulier quand elle est officialisée par le gouvernement local, l'association est connue comme « jumelage » (même si d'autres termes, tels que « villes partenaires », Sister Cities ou « municipalités de l'amitié » sont parfois utilisés). La plupart des endroits sont des villes, mais cette liste comprend aussi des villages, des districts, comtés, etc., avec des liens similaires.
- Haut – A
- B
- C
- D
- E
- F
- G
- H
- I
- J
- K
- L
- M
- N
- O
- P
- Q
- R
- S
- T
- U
- V
- W
- X
- Y
- Z

## A

### Abja–Comté de Viljandi
- Nummi-Pusula, Finlande (depuis 2004)[1]

### Alatskivi–Comté de Tartu[2]
| - Kävlinge, Suède | - Muurame, Finlande |  |

### Antsla–Comté de Võru
| - Perho, Finlande | - Uusikaupunki, Finlande | - Säffle, Suède |

## E

### Elva–Comté de Tartu
| - Kempele, Finlande | - Salo, Finlande | - Kristinehamn, Suède |

## H

### Haapsalu–Comté de Lääne
| - Hanko, Finlande (depuis 1992) - Loviisa, Finlande (depuis 2000) - Rendsburg, Allemagne (depuis 1989) - Greve in Chianti, Italie (depuis 2004) | - Bethléem, Palestine (depuis 2010) - Fundão, Portugal (depuis 2004) - Eskilstuna, Suède (depuis 2005) | - Haninge, Suède (depuis 1998) - Ouman, Ukraine (depuis 2003) |

### Haljala–Comté de Viru-Ouest[6]
| - Dorotea, Suède (depuis 1994) | - Pyhtää, Finlande (depuis 1989) | - Schönberg (Holstein), Allemagne (depuis 1992) |

## J

### Jõgeva–Comté de Jõgeva
| - Kaarina, Finlande (depuis 2005) | - Keuruu, Finlande (depuis 1991) | - Karlstad, Suède (depuis 1992) |

## K

### Kambja–Comté de Tartu
- Toivakka, Finlande[8]

### Kohtla-Järve–Comté de Viru-Est[9]
| - Salihorsk, Biélorussie - Outokumpu (ville), Finlande - Norderstedt, Allemagne - Kėdainiai, Lituanie | - Vyškov, Pologne - Saransk, Russie - Novgorod, Russie - District de Slantsevsky, Russie | - District de Kingiseppsky, Russie - Staffanstorp, Suède - Korostychiv, Ukraine |

## N

### Narva-Jõesuu–Comté de Viru-Est
- Kronstadt, Russie[10]

### Nõo–Comté de Tartu[11]
| - Liminka, Finlande | - Viitasaari, Finlande |  |

## P

### Puhja–Comté de Tartu
- Kuhmoinen, Finlande[12]

## T

### Tartu–Comté de Tartu[13]
| - Frederiksberg, Danemark (depuis 1990) - Hämeenlinna, Finlande - Tampere, Finlande - Turku, Finlande - Lunebourg, Allemagne - Veszprém, Hongrie | - Hafnarfjörður, Islande - Ferrare, Italie - Riga, Lettonie - Kaunas, Lituanie - Deventer, Pays-Bas - Zutphen, Pays-Bas | - Bærum, Norvège - Pskov, Russie - Uppsala, Suède - Salisbury (Maryland), États-Unis |

### Türi–Comté de Järva
Türi est un membre du Douzelage, une association de jumelage de 27 villes à travers l'Union européenne . Ce jumelage actif a commencé en 1991 et il y a des événements réguliers, comme un marché de produits de chacun des autres pays et des festivals,.
| - Judenburg, Autriche - Houffalize, Belgique - Sušice (district d'Uherské Hradiště), République tchèque - Holstebro, Danemark - Karkkila, Finlande - Granville, France - Kőszeg, Hongrie - Bad Kötzting, Allemagne - Préveza, Grèce | - Bellagio, Italie - Bundoran, Irlande - Sigulda, Lettonie - Prienai, Lituanie - Niederanven, Luxembourg - Marsaskala, Malte - Meerssen, Pays-Bas - Chojna, Pologne - Sesimbra, Portugal | - Zvolen, Slovaquie - Altea, Espagne - Oxelösund, Suède - Sherborne, Royaume-Uni - Siret, Roumanie - Tryavna, Bulgarie - Skofja Loka, Slovénie - Agros, Chypre |

## V

### Väike-Maarja–Comté de Viru-Ouest[17]
| - Tommerup, Danemark (1995–2007) - Kaarma, Estonie | - Hausjärvi, Finlande (depuis 1989) - Sonkajärvi, Finlande (depuis 1997) | - Sirdal, Norvège (depuis 1994) |

### Viimsi–Comté de Harju[18]
| - Porvoo, Finlande - Barleben, Allemagne | - Ski (Akershus), Norvège - Sulejówek, Pologne | - Täby, Suède |

### Viljandi–Comté de Viljandi
- Cumberland (Maryland), États-Unis[19]

### Võru–Comté de Võru[20]
| - Smolyan, Bulgarie - Iisalmi, Finlande - Laitila, Finlande - Chambray-lès-Tours, France | - Bad Segeberg, Allemagne - Alūksne, Lettonie - Joniškis, Lituanie - Suwałki, Pologne | - Härryda, Suède - Landskrona, Suède - Kaniv, Ukraine |

## Sources
- (en) Cet article est partiellement ou en totalité issu de l’article de Wikipédia en anglais intitulé « List of twin towns and sister cities in Estonia » (voir la liste des auteurs).